# Françoise Durr
Françoise Dürr (gift Browning), född 25 december 1942 i Alger, Algeriet. Fransk högerhänt professionell tennisspelare, känd i första hand som skicklig dubbelspelare. 

## Tenniskarriären
Francoise Durr vann under sin karriär 26 singel- och 42 dubbeltitlar. Hon var en av världens 10 bästa singelspelare under stora delar av perioden 1965-76. Som bäst rankades hon som världstrea 1967. I samband med att the "Open Era" inleddes 1968, blev hon professionell tennisspelare. 
År 1967 nådde hon finalen i Grand Slam (GS)-turneringen Franska mästerskapen. Hon mötte där den australiska tennisspelaren och tvåfaldiga mästarinnan i Franska mästerskapen Lesley Turner som hon besegrade med 4-6, 6-3, 6-4. Durr vann därmed sin första och enda singeltitel i en GS-turnering. Först  2000 skulle en annan fransyska, Mary Pierce, åter vinna singeltiteln i dessa mästerskap. I samma mästerskap vann Durr samtidigt också dubbeltiteln tillsammans med G. Sherriff. Dubbeltiteln kom att bli den första av 5 konsekutiva dubbeltitlar på Roland Garros, ett rekord som senare har tangerats av Martina Navratilova och också Gigi Fernandez. 
Som professionell spelare vann Francoise Durr sex dubbeltitlar i GS-turneringar (fyra i Franska öppna på Roland Garros och två i US Open, och dessutom fyra i mixed dubbel (tre i Franska öppna och ett i Wimbledonmästerskapen). Hon spelade dessutom sex dubbelfinaler i Wimbledon, sista gången 1975, utan att lyckas vinna titeln i den turneringen. Sina dubbeltitlar under the "Open Era" vann hon tillsammans med Ann Jones, G. Chanfreau, Darlene Hard och Betty Stöve.   
Durr deltog i det franska Fed Cup-laget 1963-67, 1970, 1972 och 1977-79. Hon spelade totalt 48 matcher av vilka hon vann 31. År 1996 var hon lagkapten för Fed Cup-laget.  

## Spelaren och personen
Francoise Durr hade en oortodox spelstil, såväl beträffande grepp om racketen, genomförande av grundslagen och rörelsemönstret på banan. Med på hennes turneringsresor hade hon oftast sin hund som hon kallade Topspin och som blev känd för att bära hennes tennisracketar in på banan.   
Durr fick 1988 utmärkelsen "WTA Tour's Honorary Membership Award"" för sina insatser för utvecklingen av kvinnlig professionell tennis. Hon har också innehaft en tjänst som teknisk ledare inom Franska tennisförbundet (1993-2002). 
Francoise Durr upptogs 2003 i the International Tennis Hall of Fame. 

## Grand Slam-titlar
- Franska mästerskapen
  - Singel - 1967
  - Dubbel - 1967

Open Era
- Franska öppna
  - Dubbel - 1968, 1969, 1970, 1971
  - Mixed dubbel - 1968, 1971, 1973
- Wimbledonmästerskapen
  - Mixed dubbel - 1976
- US Open
  - Dubbel - 1969, 1972